# تاتسوومی هامادا
تاتسوومی هامادا (انگلیسی: Tatsuomi Hamada؛ زادهٔ ۲۷ اوت ۲۰۰۰) بازیگر اهل ژاپن است. وی از سال ۲۰۰۶ میلادی تاکنون مشغول فعالیت بوده‌است.